# 체르노빌라이트 (비디오 게임)
체르노빌라이트(Chernobylite)는 2021년에 The Farm 51이 개발하고 All in! Games가 배급한 1인칭 슈팅 게임 생존 공포 비디오 게임이다. 이 게임은 체르노빌 격리 구역을 배경으로 하며, 플레이어는 우크라이나 물리학자 이고르 히미누크가 되어 방사성 폐기물 속에서 약혼녀를 찾아야 한다. 2021년 7월에 마이크로소프트 윈도우로, 2021년 9월에 플레이스테이션 4와 엑스박스 원으로, 2022년 4월에 플레이스테이션 5와 엑스박스 시리즈 X/S로, 2024년 12월에 닌텐도 스위치로 출시되었다. 비평가들로부터 전반적으로 긍정적인 평가를 받았다.

## 게임플레이
체르노빌라이트는 플레이어가 체르노빌 원자력 발전소의 전직 물리학자 이고르 히미누크를 조종하며 체르노빌 격리 구역에서 약혼녀를 찾는 생존 게임이다. 대부분의 싱글 플레이 게임플레이는 격리 구역을 탐험하고, "스토커"와 적대적인 군인들을 만나면서 보급품과 도구를 수집하는 것으로 이루어진다. 플레이어는 또한 비선형적인 스토리에 영향을 미치는 결정을 내려야 한다. 플레이어가 장비와 무기를 직접 제작할 수 있는 제작 시스템도 있다. 어떤 캐릭터도 죽을 수 있으며, 어떤 임무도 실패할 수 있다. 오염된 환경 깊숙한 곳에는 원자력 사고의 결과로 생성된 "체르노빌라이트" 때문에 이상한 초자연적인 위협도 도사리고 있다.

## 줄거리

### 배경과 등장인물
이 게임은 체르노빌 원자력 발전소 사고로부터 30년이 지난 체르노빌 격리 구역을 배경으로 한다. 사고 이후, "체르노빌라이트"라는 이름의 이상한 물질이 구역에 나타나기 시작했다. 체르노빌라이트의 잠재적 응용에 관심을 가진 군사 계약업체 NAR은 체르노빌라이트 전문가 세모노프 박사가 이끄는 실험을 수행하기 위해 구역 전체를 임대했다. 체르노빌라이트의 존재는 그림자, 즉 인간에게 적대적인 차원 외 생물체도 끌어들인다. 투자를 확보하기 위해 NAR은 전 소련 장군 코즐로프와 신비롭고 위험한 블랙 스토커의 도움을 받아 어떤 수단을 동원해서라도 구역에 침입한 사람을 제거한다.
한편, 우크라이나 물리학자 이고르 히미누크는 실종된 약혼녀 타티아나를 찾기 위해 구역에 도착한다. 타티아나는 체르노빌 원자력 발전소 사고 직전에 실종되었다. 그녀를 찾고 그녀의 실종 뒤에 숨겨진 음모를 밝히기 위해 이고르는 캐나다 용병 올리비에, 게릴라 전사 올가, 신비로운 은둔자 타라칸, 무법자 사슈코, 지역 스토커 미하일과 같은 동맹을 구역에서 모집할 수 있다.

### 스토리
실종된 아내 타티아나의 사진을 받고 꿈에서 그녀에게 시달리던 이고르는 체르노빌 격리 구역으로 가서 체르노빌 원자력 발전소에 잠입하여 답을 찾기로 결심한다. 이고르와 타티아나는 모두 발전소에서 일했고 타티아나는 사고 직전에 실종되었기 때문이다. 이고르는 발전소에 성공적으로 침입하여 체르노빌라이트 결정체를 회수하고, 이를 이용하여 자신이 개발한 특수 포털 건의 동력으로 사용한다. 하지만 그는 블랙 스토커에게 공격을 받고 타티아나를 찾기 전에 도망칠 수밖에 없었다.
첫 침입이 실패하자 이고르는 발전소 주변의 NAR 방어를 뚫는 데 도움이 될 자원과 동맹과 함께 더 나은 계획이 필요하다는 것을 깨닫는다. 그는 구역을 여행하면서 올리비에, 올가, 타라칸, 사슈코, 미하일과 같은 동맹을 모집하고, 세모노프 박사와 코즐로프 장군과 협상하거나 그들을 죽일 수 있는 선택지가 있다. 한편, 체르노빌라이트는 구역 전체에 계속 퍼져나가며 더 많은 그림자를 끌어들인다. 이고르는 또한 타티아나와 체르노빌라이트와의 연결 덕분에 자신이 죽을 때마다 다른 시간선으로 보내진다는 것을 발견한다. 또한, 죽은 상태에서는 과거 결정을 변경하여 그 결과를 바꿀 수 있다.
결국 이고르는 타티아나가 KGB에게 납치되었으며, 이는 그들의 친한 친구인 보리스가 이고르와 타티아나의 관계를 질투하여 고발했기 때문이라는 것을 알게 된다. 타티아나와 보리스 모두 체르노빌라이트 실험을 받았으며, 보리스는 결국 블랙 스토커가 되었고 타티아나는 체르노빌라이트의 근원으로 통하는 포털을 여는 매개체 역할을 한다. 이고르는 또한 체르노빌라이트 자체가 실제로는 자체 지능과 의지를 가진 살아있는 유기체라는 것을 알게 된다.
모든 준비가 완료되면 이고르와 그의 동맹은 다시 발전소에 침입한다. 이고르는 혼자 발전소 깊숙한 곳으로 들어가기로 결정하고, 그곳에서 블랙 스토커와 대면한다. 블랙 스토커는 자신이 실제 보리스가 아니라 보리스를 죽이고 그의 신분을 가로챈 진짜 이고르라고 밝힌다. 그는 이고르가 사실 타티아나의 아들이며, 체르노빌라이트가 원래 이고르를 복제하여 만들었다고 더 밝힌다. 이고르의 안전을 염려한 타티아나는 블랙 스토커에게 이고르를 NAR의 감금에서 구출하도록 했지만, 이고르가 어릴 때 정신 발달에 결함이 있었기 때문에 그는 그것을 기억하지 못한다. 이고르는 어떤 식으로든 원래 이고르의 기억을 물려받아 자신이 이고르라고 믿게 되었고, 그에게 타티아나의 사진을 처음 보낸 사람은 세모노프 박사였으며 그를 구역으로 유인하기 위해서였다. 포털을 닫으면 타티아나가 죽기 때문에 블랙 스토커는 이고르와 싸우기로 결정하고, 결국 이고르가 승리한다.
이 시점에서 블랙 스토커는 이고르에게 간청하며, 포털을 파괴하고 타티아나를 죽이는 대신 포털에 들어가 체르노빌라이트의 근원을 파괴하면 타티아나를 자유롭게 할 수 있다고 말한다. 만약 이고르가 포털에 들어가기로 선택하면, 체르노빌라이트는 인간성을 정화하고 재창조함으로써 인류를 구원할 의도로 지구에 완전히 현현하기 위한 방법으로 이고르를 창조했음을 밝힌다. 이고르는 체르노빌라이트와 교감하여 계획을 수행하도록 허용하거나, 체르노빌라이트가 지구에 발판을 마련하는 것을 거부하기 위해 자살하는 선택을 할 수 있다.
- 이고르가 포털을 닫거나 자살을 선택하면 체르노빌라이트는 구역에서 사라진다. 이고르의 살아남은 동맹들은 NAR에 맞서 싸움을 계속하고, 결국 회사의 주주들이 투자가 사라진 이상 손실을 줄이기로 결정한 후 NAR을 구역에서 몰아낸다.
- 이고르가 체르노빌라이트와 교감하기로 선택하면 그는 사라지고, 체르노빌라이트는 구역에서 더 많은 수로 계속 퍼져나가고 인류가 아무리 저항해도 결국 세상을 집어삼킬 것이다.

## 개발
체르노빌라이트는 The Farm 51이 개발했다. 게임의 지도는 우크라이나의 체르노빌 격리 구역을 3D 스캔하고 재현하여 개발되었다.
The Farm 51은 추가 개발 자금을 지원받기 위해 킥스타터 크라우드펀딩 캠페인을 시작했다. 자금은 3D 스캐닝 프로세스를 완료하는 데 필요하다고 했다. 2019년 5월 11일, 킥스타터 캠페인은 목표 금액 10만 달러를 초과하여 총 20만 6,671달러를 3,350명의 후원자로부터 모금하며 종료되었다. 이 게임은 2019년 10월 19일에 스팀과 GOG.com의 앞서 해보기 프로그램에 진입했고, 2021년 7월 28일에 마이크로소프트 윈도우용으로 정식 출시되었다.

## 평가
리뷰 애그리게이터 웹사이트 메타크리틱에 따르면 체르노빌라이트는 대부분의 플랫폼에서 비평가들로부터 "대체로 호의적인" 평가를 받았지만, 플레이스테이션 4 및 엑스박스 시리즈 X/S 버전은 "복합적 또는 평균" 평가를 받았다.